# الینور، دوشس آکیتن
الینور آکیتن از ثروتمندترین و قدرتمندترین و بانفوذترین زنان اروپای غربی در دوران قرون وسطای پسین بود.
الینور در ۱۵ سالگی پدرش را از دست داد و تمامی عناوین بزرگ، اموال و زمینهای او را به ارث برد. ۳ ماه بعد، وی با لوئی هفتم، فرزند لوئی ششم، شاه فرانسه ازدواج کرد. به عنوان ملکه فرانک‌ها، او در دومین جنگ صلیبی - که ناموفق بود - مشارکت ورزید. مدتی پس از جنگ، او و لوئی تصمیم به طلاق گرفتند که از علل آن می‌توان به اصرار الینور و به دنیا نیاوردن پسر اشاره کرد. وی پس از مدتی با هنری، دوک نورمان‌ها، که ۱۱ سال از او جوانتر بود نامزد شد. الینور چندین فرزند از جمله ریچارد اول و جان برای هنری دوم، شاه انگلستان، به دنیا آورد اما روابط آنها به خاطر معشوقه‌های هنری، از جمله رزاموند، تیره و تار گشت. الینور در تحریک پسرانش برای شورش علیه پدرشان نقش مهمی داشت و به همین سبب به دستور هنری در سال ۱۱۷۳، الینور به جرم دخالت در امور مملکتی در برجی زندانی شد اما بعد از چند ماه دوباره به مقام‌هایش باز گذشت و این بار حتی به عنوان مادر پادشاه نیز معرفی شد و همزمان مقام ملکه مادر و همسر را برعهده داشت الینور بعد از مرگ همسرش به عنوان نایب السلطنه سراسر انگلستان تأثیر فوق‌العاده ای بر پادشاهی داشت و برای ۱۵ سال اروپای غربی را تحت تأثیر خود قرار داده بود وی همچنین در به پا شدن جنگ صلیبی سوم نیز نقش بسزایی داشت.